# Onesia apouna
Onesia apouna är en tvåvingeart som beskrevs av Hiromu Kurahashi 1982. Onesia apouna ingår i släktet Onesia och familjen spyflugor. Inga underarter finns listade i Catalogue of Life.